# An Phước (phường)
An Phước là một phường thuộc thị xã An Khê, tỉnh Gia Lai, Việt Nam.
Phường An Phước có diện tích 18,79 km², dân số năm 2009 là 2.970 người, mật độ dân số đạt 158 người/km².